# Homewrecker
Homewrecker ist eine 2005 ausgestrahlte Realityshow von MTV, die von Ryan Dunn moderiert wurde.
Hauptthema der Show ist die Revanche für üble Streiche unter Freunden. Die Sendung ist quasi ein Gegenentwurf zu Heimwerkersendungen, bei denen es darum geht Wohnungen zu verschönern. Bei Homewrecker (übersetzt in etwa „Heim-Zerstörer“ oder „Heim-Abreißer“) geht es darum, sich an Freunden zu rächen, indem man ihre Wohnung entstellt.

## Ablauf einer Folge
Dazu melden sich Kandidaten, denen von Freunden ein Streich gespielt wurde, bei MTV. Ähnlich wie bei der Sendung Pimp My Ride besucht Ryan Dunn die Kandidaten und entwickelt ein Streichkonzept, nach dem er die Wohnung (bzw. das Zimmer) des „Opfers“ umbaut. So wird das Zimmer z. B. zum Hühnerstall, zur versifften öffentlichen Toilette oder zum Auto-Schrottplatz. Bevor Dunn die Zimmer präpariert, „observiert“ er jedoch die Besitzer. In dieser Phase ähnelt die Sendung einer Spionagefilmparodie, wenn Dunn beispielsweise auf Laternenpfähle klettert oder sich im Gebüsch versteckt. Letztlich wird dem Opfer dann sein Zimmer, im Beisein von Ryan Dunn und dem „Freund“, vorgeführt, um dessen für gewöhnlich schockierte Reaktion mitzubekommen.
Außerdem gibt es in jeder Show drei einfache Streiche, zum Nachmachen für zu Hause (während zu Beginn der eigentlichen Sendung, wie üblich, von einer Nachahmung der derben „Hauptstreiche“ abgeraten wird). Zum Beispiel die Flour-Shower (Mehl-Dusche), bei der eine Dachbodenluke so präpariert wird, dass sich bei Öffnung derselben Mehl über den darunter Stehenden ergießt, oder ein Streich, bei dem der Inhalt des Deo-Rollers heimlich gegen Frischkäse ausgetauscht wird. Diese Streiche sind als anachronistischer Schulungsfilm gestaltet, inklusive „Filmprojektorstreifen“ im Vorspann. Dunn demonstriert dann immer an sich selbst die Wirkung solcher Streiche, droht aber wiederum scherzhaft jedem Prügel an, der ihn reinzulegen versucht.

## Hintergrund
Das Titellied der Serie ist Aboard the Leper Colony von Kane Hodder.